# Chemin de l'Armée-d'Afrique
Le chemin de l’Armée-d’Afrique est une voie marseillaise située dans les 5e et 10e arrondissement de Marseille. 

## Situation et accès
Le chemin démarre à l’intersection avec la rue Saint-Pierre et la rue Jean-Martin, à proximité de l’hôpital de la Timone. Il passe sous le pont ferroviaire de la ligne de Marseille-Blancarde à Marseille-Prado et à partir de là, il longe entièrement le cimetière Saint-Pierre par le sud. Il se termine sur l’avenue Désiré-Bianco après être passé au-dessus de la rocade L2.
Les lignes de bus    du réseau RTM ne l’empruntent uniquement pour leur retournement après la desserte de l’hôpital de la Timone.
La voie mesure 1 719 mètres de long pour 12 mètres de large.

## Origine du nom
Le chemin rend hommage à l’ensemble des unités militaires françaises en Afrique du Nord, communément appelé « Armée d'Afrique », entre 1830 et 1962, qui a libéré Marseille en août 1944 ; une partie des troupes résidait alors au 144 du chemin. 

## Historique
Le nom est choisi par délibération du Conseil municipal du 23 juillet 1945. Elle s’appelait auparavant « chemin vicinal du cimetière Saint-Pierre » et « chemin du Béal ».
Jusqu’en 2015, le chemin s’arrêtait au-dessus de l’échangeur Florian. Ce dernier a été réaménagé et le chemin a été dévié et prolongé jusqu'à la rue Désiré-Bianco depuis.

## Bâtiments remarquables et lieux de mémoire
- Au début de la rue se trouvent les entrées nord de l’hôpital de la Timone.